# Homs (pokrajina)
Pokrajina Homs (ar. مُحافظة حمص / ALA-LC: Muḥāfaẓat Ḥimṣ) je jedna od 14 sirijskih pokrajina. Nalazi se u središnjem dijelu zemlje. Površina, ovisno o izvorima, iznosi od 40.940 km2 do 42.223 km2, što je čini najvećom od sirijskih pokrajina. Pokrajina Homs je 2010. (prije rata), po tadašnjoj procjeni imala 1.763.000 stanovnika. Pokrajina je podijeljena u 6 okruga (mantiqah), dok Homs, glavni grad pokrajine, čini zaseban okrug. Guverner pokrajine je Talal Barazi.

## Okruzi
Pokrajina je podijeljena u 7 okruga i 25 nahija (u zagradama je broj nahija u okrugu):
- Okrug Homs (10)
  - Nahija Homs
  - Nahija Khirbet
  - Nahija Ayn al-Niser
  - Nahija Furqlus
  - Nahija Al-Riqama
  - Nahija Al-Qaryatayn
  - Nahija Mahin
  - Nahija Hisyah
  - Nahija Sadad
  - Nahija Shin
- Okrug Al-Mukharram (2)
  - Nahija al-Mukharram
  - Nahija Jubb al-Jarrah
- Okrug Al-Rastan (2)
  - Nahija ar-Rastan
  - Nahija Talbiseh
- Okrug Al-Qusayr (2)
  - Nahija Al-Qusayr
  - Nahija Al-Hoz
- Okrug Tadmur (2)
  - Nahija Tadmur
  - Nahija Al-Sukhnah
- Okrug Taldou (3)
  - Nahija Taldou
  - Nahija Kafr Laha
  - Nahija Al-Qabu
- Okrug Talkalakh (4)
  - Nahija Talkalakh
  - Nahija Hadidah
  - Nahija Al-Nasirah
  - Nahija Al-Hawash

## Stanovništvo
Okrug Al-Mukharram naseljavaju pretežno alaviti. Okruzi Taldou, Talkalakh, Homs i Al-Qusayr imaju miješano stanovništvo: alaviti, suniti, kršćani. U okrugu Al-Qusayr živi i velik broji šijita.

## Vanjske poveznice
- (engl.) ehoms